# Else Hueck-Dehio
Else Hueck-Dehio (* 18. Dezemberjul. / 30. Dezember 1897greg. in Dorpat, Gouvernement Livland, Russisches Kaiserreich; † 30. Juni 1976 in Murnau/Oberbayern) war eine deutsche Schriftstellerin.

## Leben
Elisabeth („Else“) Dehio wurde 1897 als Tochter des deutsch-baltischen Arztes Karl Dehio und seiner Frau Elsbeth geb. Treffner in Dorpat geboren. 1914 legte sie ihr Abitur ab und floh 1918 aus ihrer baltischen Heimat vor der russischen Revolution nach Berlin. Dort absolvierte sie eine Ausbildung zur Krankenschwester. 1920 heiratete sie den Lüdenscheider Fabrikanten und späteren CDU-Politiker Richard Hueck (1893–1968), der 1946 kurzzeitig Oberbürgermeister von Lüdenscheid war. In Lüdenscheid war sie über viele Jahre im Deutsch-Evangelischen Frauenbund engagiert und wirkte unter anderem als dessen Vorsitzende. Nach anfänglicher Sympathie für den Nationalsozialismus wandte sie sich wohl um 1936 davon ab; wie ihr Mann, der verschiedene Ämter in der Bekennenden Kirche innehatte, trat sie nicht in die NSDAP ein und wahrte eine kritische Distanz zum Regime. 1955 zog sie nach Murnau in Oberbayern, wo sie 1976 starb.

## Werk
Ab 1934 verfasste Else Hueck-Dehio zahlreiche Erzählungen, die oft in ihrer baltischen Heimat angesiedelt waren und von denen die meisten im Eugen Salzer-Verlag erschienen. Als Hauptwerk gilt der Roman Liebe Renata (1955). Ihr Jugendbuch Indianersommer stand 1966 auf der Auswahlliste zum Deutschen Jugendbuchpreis. Der Historiker Jonathan Schilling brachte anhand der „Verbindung christlicher und heimatlicher Elemente“ in Hueck-Dehios Gesamtwerk die Bezeichnung „Semikonfessionelle Regionalliteratur“ in die Diskussion ein. Er versteht darunter „Schriften, die an der Schwelle zur konfessionellen Literatur anzusiedeln, aber nicht direkt unter sie zu rechnen sind und gleichzeitig einen starken Bezug zu Heimat und Region [...] aufweisen“.

## Bibliografie
- Die Frau und die geistige Schöpferkraft. Essays. 1933.
- Die Hochzeit auf Sandnes. Roman. Verlag Neue Nation, Berlin 1934, Neuauflagen im Eher-Verlag bis 1944.
- Die Schwelle. Novelle. 1938.
- Der Kampf um Torge. Roman. Eher, München 1938. Neuauflagen bis 1943.
- Ja, damals … : Zwei heitere estländische Geschichten. Erzählungen (Taft zum Kragen und Tante Tüttchen; Salzers Volksbücher, Band 42). Salzer, Heilbronn 1953. Zahlreiche Auflagen; Neuausgabe 2001, ISBN 3-4232-5178-6.
- Die Brunnenstube. Ein Gedenkblatt. (Salzers Volksbücher, Band 43.) Salzer, Heilbronn 1954. Neuauflage 1989, ISBN 3-7936-0426-8.
- Liebe Renata. Die Geschichte einer Jugend in Estland. Salzer, Heilbronn 1955. 3. Auflage Brunnen Verlag, Gießen 2009, ISBN 978-3-7655-3751-6.
- Er aber zog seine Straße. Geschichte einer Wandlung. Salzer, Heilbronn 1958. Neuauflage 1988, ISBN 3-7936-0114-5.
- Tipsys sonderliche Liebesgeschichte. Ein Idyll aus dem alten Estland. (Salzers Volksbücher, Band 62.) Salzer, Heilbronn 1959. Neuauflage Kaufmann, Lahr 2003, ISBN 3-7806-5003-7.
- Nikolaus-Legende. Lucas Cranach Verlag, München 1960. Neuauflage 1961.
- Die Magd im Vorhof. Erzählung. Salzer, Heilbronn 1962. Neuauflage Hänssler, Neuhausen-Stuttgart 1984, ISBN 3-7751-0887-4.
- Indianersommer. Salzer, Heilbronn 1965. Neuauflage 1966.
- Die goldenen Äpfel. Claudius-Verlag, München 1969.